# Jewhenija Lewtschenko
Jewhenija Lewtschenko (ukrainisch Євгенія Левченко, wiss. Transliteration Jevhenija Levčenko; * 9. November 1994 in Saporischschja, Ukraine) ist eine ukrainische Handballspielerin, die für den rumänischen Erstligisten CSM Târgu Jiu aufläuft.

## Karriere

### Im Verein
Lewtschenko lief in der Saison 2010/11 für Saporischschja SDIA auf. Nachdem die Außenspielerin anschließend eine Spielzeit für Slawyja-Dnepr aufgelaufen war, schloss sie sich HK Real an. Lewtschenko wechselte im Jahr 2014 zum slowakischen Verein IUVENTA Michalovce, mit dem sie in den Jahren 2015, 2016 und 2017 sowohl die slowakische Meisterschaft als auch den slowakischen Pokal gewann. Nachdem Lewtschenko nach der Saison 2016/17 vereinslos war, unterschrieb sie in der zweiten Saisonhälfte der Spielzeit 2017/18 einen Vertrag beim belarussischen Erstligisten HK BNTU-BelAS. Mit BNTU-BelAS gewann sie 2018 das nationale Double. In der Saison 2020/21 lief sie für den russischen Erstligisten GK Astrachanotschka auf. Anschließend wechselte sie zum rumänischen Erstligisten SCM Râmnicu Vâlcea. Nachdem Lewtschenko in der Saison 2023/24 beim rumänischen Erstligisten CS Dacia Mioveni 2012 unter Vertrag gestanden hatte, schloss sie sich dem Ligakonkurrenten CSM Târgu Jiu an.

### In der Nationalmannschaft
Lewtschenko bestritt 23 Länderspiele für die ukrainische Nationalmannschaft. Bislang nahm sie weder an der Weltmeisterschaft noch an der Europameisterschaft teil.